# Edgard Laroche-Joubert
Pour les autres membres de la famille, voir Famille Laroche-Joubert.
Edgar Laroche-Joubert, né le 12 septembre 1843 à Angoulême et mort le 14 novembre 1913 à Paris, est un industriel et homme politique français.

## Biographie
Fils de Jean-Edmond Laroche-Joubert, il fut associé dans la papeterie créée par son père. Il devint conseiller municipal d'Angoulême, adjoint au maire en 1870, conseiller général du 1er canton d'Angoulême en 1847, et fut élu, le 14 septembre 1884, à la place de son père décédé, député conservateur de la 1re circonscription d'Angoulême. Il obtient successivement sa réélection jusqu'en 1906.
Laroche-Joubert fut président du comité central des fabricants de papiers de France et d'une des sections de l'Exposition universelle de 1889 ainsi qu'un grand prix pour la qualité de ses fabrications. Il reçut aussi un autre prix et deux médailles d'or pour son œuvre économique et sociale.
Adresse parisienne: 89, avenue Henri-Martin Paris XVI°
Il développe la papeterie familiale et crée une usine moderne de fabrication de papier à Basseau sur la commune de Saint-Michel, papiers qui sont ensuite transformés dans quatre autres usines, l'ensemble employant mille personnes en 1909.
Sa première femme Élisabeth Gout de Bize meurt prématurément, laissant une fille Élisabeth (1867-1938) qui épouse Gaston Roques (1862-1938) ; Edgard se remarie avec Gabrielle Barrot (1845-1921), fille de Ferdinand Barrot, avec laquelle il aura quatre enfants : deux meurent très jeunes, mais les deux autres fils Edmond (1879-1958) et Paul (1885-1936) rejoignent Edgard à la direction de la société, en 1903 pour Edmond et en 1908 pour Paul. Au décès d'Edgard en 1913, ils se partagent en tant que cogérants, les tâches de la direction de la société.
Il repose dans la chapelle familiale du cimetière de Bardines d'Angoulême.

## Sources
- « Edgard Laroche-Joubert », dans Adolphe Robert et Gaston Cougny, Dictionnaire des parlementaires français, Edgar Bourloton, 1889-1891 [détail de l’édition]